# 羅桑娜·戴維森
羅桑娜·黛安·戴維森（英語：Rosanna Diane Davidson，1984年4月17日—）是一位愛爾蘭女演員、歌手、模特兒以及2003年世界小姐選美皇后 。 她是音樂家克利斯·迪博夫的女兒。

## 教育
出生在 愛爾蘭都柏林郡，戴维森小學時就讀威克洛縣的Aravon學校。 國中時，她在都柏林郡瑞實道學校就讀。2006年，她以社會學和歷史學士畢業於 都柏林大学 。
她最近参加都柏林兼讀課程，計畫成為一位合格的營養治療師。

## 世界小姐
2003年8月，她進入都柏林愛爾蘭小姐選拔決賽，贏得愛爾蘭小姐，代表愛爾蘭爭取世界小姐。2003年12月，戴維森和106位各國佳麗，在中國三亞角逐世界小姐。戴維森獲得世姐小姐后冠，是自1951年世界小姐選拔以來，第一位愛爾蘭小姐贏得世界小姐的殊榮。在戴維森任期，她到訪英國、美國、加拿大、中國、斯里蘭卡 、德國、南非、迦納、模里西斯、奈及利亞、巴貝多、印尼、波蘭和她的祖國愛爾蘭。

## 私人生活
自2006年，戴維森和衛斯理夸克交往。他們2013年訂婚，2014年夏天結婚。
他們在塞席爾度蜜月。
她表示尚未計畫組織家庭，她仍保留娘家姓。
羅桑娜採行素食飲食十多年，但是最近為了戈爾韋鐵人計畫，改採純素飲食。該比賽包括半程馬拉松，90公里單車和1.9公里游泳。她為善待動物組織拍攝宣傳廣告，推廣純素飲食。